# Ogden (Kansas)
Ogden è un comune degli Stati Uniti d'America, situato nello Stato del Kansas, nella contea di Riley.